# اسکار تابارس
اسکار واشینگتن تابارس سیلوا (به اسپانیایی: Óscar Wáshington Tabárez Silva) (زادهٔ ۳ مارس ۱۹۴۷ در مونته‌ویدئو) بازیکن فوتبال سابق و مربی فوتبال اهل اروگوئه است. وی در چهار جام جهانیِ ۱۹۹۰، ۲۰۱۰، ۲۰۱۴ و ۲۰۱۸ هدایت تیم ملی اروگوئه را بر عهده داشته‌است.
تابارس از سال ۲۰۱۶ میلادی، مبتلا به نشانگان گیلن باره و عوارض ناشی از آن است و به‌همین سبب، با عصا در جام جهانی فوتبال ۲۰۱۸ حضور داشت.وی سر انجام در تاریخ ۲۰ نوامبر  پس از ۱۵ سال مربیگری برای تیم ملی اروگوئه به دلیل کسب نتایج ضعیف اخراج شد.

## افتخارات

### اروگوئه
- کوپا آمریکا: ۲۰۱۱ قهرمان
- جام جهانی فوتبال: ۲۰۱۰ چهارم
- جام کنفدراسیون ها: ۲۰۱۳ چهارم[۱]